# Federatie Studieverenigingen Eindhoven
Federatie Studieverenigingen Eindhoven (afgekort: FSE) is de overkoepelende organisatie van de studieverenigingen aan de Technische Universiteit Eindhoven en vertegenwoordigt alle studieverenigingen aan de TU/e. De federatie telt anno 2025 elf deelnemende verenigingen. 

## Oprichting en Functie
De FSE is in 1963 opgericht door alle vier verenigingen die de TU/e destijds te bieden had. De stichting is opgezet om gecentraliseerd studiereizen te financieren, een functie die de FSE inmiddels uit handen heeft gegeven aan het Universiteitsfonds. Tegenwoordig faciliteert de federatie veel gesprekken tussen studieverenigingen en studieverenigingen en de universiteit over uiteenlopende onderwerpen als carrièreontwikkeling en het onderhouden van de vele bars die de TU campus rijk is.

## Aangesloten Studieverenigingen
De FSE kent verschillende studieverenigingen die allemaal individueel opereren.
| Studievereniging               | Studierichting                                  |
| ------------------------------ | ----------------------------------------------- |
| W.S.V. Simon Stevin            | Werktuigbouwkunde                               |
| e.t.s.v. Thor                  | Electrical Engineering en Automotive Technology |
| T.S.V. 'Jan Pieter Minckelers' | Scheikundige technologie                        |
| SVTN "J.D. van der Waals"      | Technische natuurkunde                          |
| Industria                      | Technische bedrijfskunde                        |
| GEWIS                          | Wiskunde en Informatica                         |
| Intermate                      | Innovation sciences                             |
| CHEOPS                         | Bouwkunde                                       |
| SvBMT Protagoras               | Biomedische technologie                         |
| s.v.i.d. Lucid                 | Industrial Design                               |
| D.S.A. Pattern                 | Data science                                    |